# Rover MGF
MG F и MG TF — среднемоторные, заднеприводные родстеры, выпускавшиеся с 1995 по 2011 год под маркой MG.

## MG F

### Mark I
MG F был запущен в производство осенью 1995 года. Автомобиль оснащался 1,8-литровым 16-клапанным двигателем K-Series мощностью 87—107 кВт (118—143 л. с.). Компания Rover Special Projects курировала разработку дизайна F и перед окончательным завершением дизайна привлекла внешних подрядчиков, чтобы определить наиболее подходящую механическую конфигурацию для нового автомобиля.
Стив Харпер из студии MGA Developments разработал первоначальный концепт дизайна в январе 1991 года (вдохновлённый Jaguar XJR-15 и Ferrari 250LM), прежде чем собственная команда дизайнеров Rover усовершенствовала концепцию под руководством Джерри Макговерна. Интересная особенность F — подвеска Hydragas. Эта система использует взаимосвязанные вытеснители жидкости и газа.

### Mark II
Осенью 1999 года MG F подвергся рестайлингу, в результате чего автомобиль получил переработанный интерьер, а также изменения в стиле и свежий дизайн легкосплавных дисков. Базовая версия оснащалась 1,6-литровым двигателем. В 2001 году была запущена в производство высокопроизводительная версия, получившая название Trophy 160. Автомобиль оснащался 1,8-литровым двигателем мощностью 119 кВт (160 л. с.). Время разгона от 0 до 60 миль/ч составляет 6,9 секунд. Версия Steptronic с бесступенчатой трансмиссией была представлена в 2001 году.
Конкурентами являлись Mazda MX-5, BMW Z3 и Audi TT. MG F по-прежнему являлся самым продаваемым кабриолетом в Великобритании.

Всего было выпущено 77269 моделей MG F и 799 моделей ограниченной серии.
- Вид спереди
- Вид сзади
- Интерьер
- MG MGF Mk2 (вид спереди)
- Интерьер MG F Mark 2

### EXF
MG F EXF — одноместные спортивные автомобили ограниченной серии. Всего было выпущено 5 экземпляров. Автомобили оснащались 1,4-литровым турбированным двигателем Rover K мощностью 329 л. с. Коэффициент лобового сопротивления — менее 0,25 Кд. 20 августа 1997 года MG F достиг максимальной скорости 349 км/ч на соревнованиях SpeedWeek в Бонневилле, штат Юта, США.

### Двигатели
| Бензиновые двигатели | Бензиновые двигатели | Бензиновые двигатели | Бензиновые двигатели                | Бензиновые двигатели    | Бензиновые двигатели  | Бензиновые двигатели    | Бензиновые двигатели |
| Модель               | Двигатель            | Объём                | Мощность                            | Крутящий момент         | Максимальная скорость | 0—60 миль/ч (0—97 км/ч) | Выбросы CO2          |
| -------------------- | -------------------- | -------------------- | ----------------------------------- | ----------------------- | --------------------- | ----------------------- | -------------------- |
| 1.6                  | 16K4F 1.6 L I4       | 1589 см3             | 82 кВт (110 л. с.) при 6250 об/мин  | 145 Н⋅м при 4700 об/мин | 116 миль/ч (187 км/ч) | 9,0 сек.                | 177 г/км             |
| 1.8                  | 18K4F 1.8 L I4       | 1796 см3             | 89 кВт (120 л. с.) при 5500 об/мин  | 165 Н⋅м при 3000 об/мин | 120 миль/ч (193 км/ч) | 8,5 сек.                | 182 г/км             |
| 1.8 VVC              | 18K4K 1.8 L I4       | 1796 см3             | 108 кВт (145 л. с.) при 7000 об/мин | 174 Н⋅м при 4500 об/мин | 130 миль/ч (209 км/ч) | 7,0 сек.                | 184 г/км             |
| 1.8 VVC              | 18K4K 1.8 L I4       | 1796 см3             | 117 кВт (157 л. с.) при 7000 об/мин | 174 Н⋅м при 4500 об/мин | 137 миль/ч (220 км/ч) | 6,9 сек.                | 179 г/км             |

## MG TF
MG TF дебютировал в 2002 году. Представляет собой переработанную версию MG F. Вместо системы Hydragas применяются обычные винтовые пружины. Обновлённая конструкция системы индукции воздуха, наряду с обновлёнными распредвалами, производит больше мощности, чем двигатель MG F, и увеличение жёсткости кузова на кручение на 20%.
Косметические изменения: переработанные радиаторная решётка, фары, бамперы, боковые решётки воздухозаборника, багажник и так далее.
В апреле 2005 года автомобиль был снят с производства. За 2002—2005 год было продано 39249 автомобилей.
Рейтинг безопасности был оценён на 4 звезды.

### Двигатели
| Бензиновые двигатели | Бензиновые двигатели | Бензиновые двигатели | Бензиновые двигатели                | Бензиновые двигатели    | Бензиновые двигатели  | Бензиновые двигатели    | Бензиновые двигатели |
| Модель               | Двигатель            | Объём                | Мощность                            | Крутящий момент         | Максимальная скорость | 0—60 миль/ч (0—97 км/ч) | Выбросы CO2          |
| -------------------- | -------------------- | -------------------- | ----------------------------------- | ----------------------- | --------------------- | ----------------------- | -------------------- |
| 115                  | 16K4F 1.6 L I4       | 1589 см3             | 85 кВт (114 л. с.) при 6250 об/мин  | 145 Н⋅м при 4700 об/мин | 118 миль/ч (190 км/ч) | 9,2 сек.                | 169 г/км             |
| 120 Stepspeed (CVT)  | 18K4F 1.8 L I4       | 1796 см3             | 88 кВт (118 л. с.) при 5500 об/мин  | 165 Н⋅м при 3000 об/мин | 118 миль/ч (190 км/ч) | 9,7 сек.                | 199 г/км             |
| 135                  | 18K4F 1.8 L I4       | 1796 см3             | 100 кВт (134 л. с.) при 6750 об/мин | 165 Н⋅м при 5000 об/мин | 127 миль/ч (204 км/ч) | 8,2 сек.                | 189 г/км             |
| 160                  | 18K4K 1.8 L I4       | 1796 см3             | 118 кВт (158 л. с.) при 6900 об/мин | 174 Н⋅м при 4700 об/мин | 137 миль/ч (220 км/ч) | 6,9 сек.                | 179 г/км             |

## Nanjing Automobile Group
В марте 2007 года компания Nanjing Automobile Group, которая выкупила оставшиеся активы MG Rover в ходе процедуры банкротства, возобновила производство MG TF на своём заводе в Нанкине. Производственная мощность составила 200000 автомобилей в год. Эксперты с завода в Лонгбридже были привлечены к разработке MG TF в Нанкине.
Сборка MG TF для европейского рынка была начата в августе 2008 года на заводе компании NAC MG UK из комплектов ЧКД.
Первая модификация TF производства Nanjing Automobile Group — TF LE500. Из названия следует, что это была ограниченная серия из 500 автомобилей, каждый из которых имел индивидуальные номера. Улучшенная настройка подвески и подогрев заднего стекла от модели TF 2005 года выпуска были перенесены в LE500. Дизайн напоминал оригинальный MGF, с воздухозаборником по обе стороны от значка MG и большим одиночным воздухозаборником под номерным знаком.
Спецификация LE500 включает кожаные сиденья, жёсткую или мягкую крышу, защиту от ветра, CD-тюнер совместно с MP3, задние парктроники, шестнадцатидюймовые легкосплавные колёсные диски с одиннадцатью спицами и передние противотуманные фары.
За LE500 последовали модели TF 135 и TF 85th Anniversary ограниченной серии. Всего было выпущено 50 автомобилей.
Производство TF в Лонгбридже было вновь приостановлено в октябре 2009 года из-за низкого спроса в условиях рецессии. В 2010 году производство было возобновлено, однако в марте 2011 года было объявлено об окончании производства MG TF из-за отсутствия спроса и проблем с поставками комплектующих. Всего было выпущено 906 моделей.

## Концепт-кары
- XPower 500 (2001)[17]
- MG TF GT (2005)[18]

- Прототип MG TF GT на выставке Hopton Garage в Стаффордшире, август 2012 года
- Вид сбоку
- Вид сзади